# Economia de Cuba
L'economia cubana, l'única economia socialista de les Amèriques, està sustentada en els recursos naturals variats del país, que van des dels minerals com el níquel i el cobalt, fins als paisatges tropicals que atreuen a milions de turistes tots els anys. El capital humà és l'altre pilar fonamental del sector econòmic de la nació, que compta amb la major taxa d'alfabetització, esperança de vida i cobertura sanitària de tota la regió d'Amèrica Llatina i el Carib.
El govern va inaugurar algunes reformes econòmiques durant la dècada del 1990, amb l'objectiu d'augmentar l'eficiència dels negocis i alleujar el seriós racionament d'aliments, béns de consum i serveis.

## Història econòmica anterior a la revolució
L'economia cubana ha estat des de la seva independència el 1902 molt lligada al sucre; que constitueix des del segle xix el principal producte exportat per l'illa; encara que el tabac i el cacau també van ser suports de l'economia colonial de Cuba i l'Havana va ser el mercat més important del cacau al segle xviii. Després de la independència, Cuba va dependre del sucre; la seva economia estava molt lligada al seu preu en el mercat internacional perquè gairebé tot el sucre que es produïa estava destinat al mercat exterior, especialment als Estats Units.
No obstant això, entre 1920 i 1933 les exportacions i importacions de l'illa es van reduir d'un 60% al 50%. Aquesta caiguda va ser deguda a diversos factors. El 1920 els Estats Units, que anteriorment havia comprat enormes quantitats per alimentar els soldats de la Primera Guerra Mundial, va deixar de necessitar tant sucre, i a partir del 1925 va començar a produir sucre de remolatxa conreada en el seu propi territori que a poc a poc va anar substituint el sucre de Cuba. Per acabar d'enfonsar les exportacions el 1929 es va produir el crac borsari que conduiria a la Gran Depressió.
En baixar la demanda de sucre, el preu també va començar a baixar, i l'economia cubana va començar a perdre avantatge en termes d'intercanvi: ara necessitava vendre més tones de sucre per importar des de l'estranger la mateixa quantitat d'un altre producte que abans, és a dir: si el 1900 havia de vendre una tona de sucre per cada cotxe que comprava, el 1950 havia de vendre dues tones per poder comprar un cotxe estranger.
Després de donar un cop d'estat el 1952, el general Batista va abolir la Constitució de 1940 i va suspendre les garanties constitucionals, entre elles el dret de vaga. Va buscar el suport dels rics terratinents de l'illa que posseïen les plantacions més grans de canya de sucre i va presidir una economia estancada que va ampliar la bretxa entre cubans rics i pobres. El govern cada vegada més corrupte i repressiu de Batista va començar a enriquir-se de manera sistemàtica explotant els interessos comercials de Cuba i realitzant negocis lucratius amb la màfia nord-americana, que controlava els negocis de drogues, prostitució i joc de l'Havana.
Això va portar a una profunda crisi econòmica i social a l'illa que va acabar desembocant en la revolució cubana.

## Història econòmica recent
La majoria dels mitjans de producció pertanyen a l'estat cubà i són administrats pel seu govern i, segons les estadístiques de la mateixa, l'estat empra al voltant d'un 75% de la mà d'obra. Avui en dia són més de 470.000 els autònoms a tota l'illa per al 2015 es comptava més de mig milió de treballadors privats.
El 1985 la renda per capita estimada de Cuba superava a la d'altres països del seu entorn geogràfic com República Dominicana, Haití, El Salvador, Nicaragua i Hondures.
A causa de la pèrdua dels subsidis soviètics el 1993 i 1994, el govern va introduir algunes reformes d'orientació mercantilista, entre elles l'obertura al turisme, el permís a la inversió estrangera, la legalització del dòlar i l'autorització a l'ocupació per compte propi en gairebé 150 professions. Aquestes mesures van resultar en un creixement econòmic moderat.
El govern manté un fort control sobre el petit sector privat a través de la regulació i els impostos. Per exemple, els propietaris d'un petit restaurant privat no poden proveir seients a més de 50 persones i han de pagar impostos del 25% sobre el salari pagat als treballadors contractats més enllà de cinc persones. Les taxes mensuals s'han de pagar sense cap consideració als ingressos, i hi han inspeccions freqüents on s'imposen multes elevades quan es viola qualsevol de les múltiples normes de l'ocupació per compte propi.

## Comerç exterior
El 2020, el país va ser el 139è exportador més gran de món (EUR €1.5 mil milions, menys del 0.1% del total mundial). En importacions, el 2020, va ser el 144è major importador del món: EUR €3.02 mil milions.